# Amt Kransberg
Das Amt Kransberg (auch Amt Cransberg) war ein Eppsteiner, dann Kurmainzer, dann Bassenheimer und schließlich Nassauer Amt auf dem Gebiet des heutigen Hochtaunuskreises (Hessen). Amtssitz war Kransberg, es bestand bis 1814.

## Geschichte
1455 wurde erstmals urkundlich ein Amt Cransberg genannt. 1455 wurde als Lehensnehmer des Amtes ein Henn von Praunheim, 1470 ein Johann von Merenberg genannt Rübsamen angegeben. Das Amt ging dann 1522 in den Besitz der Grafen von Eppstein-Königstein über.
Mit dem Aussterben der Grafen von Stolberg 1535 (Eberhard IV von Königstein) 1581 wird das Amt kurmainzerisch. 1654 geht das Amt in den Besitz Bassenheims über. 1781 wird das Amt Cransberg mit dem ebenfalls Bassenheimer Amt Reifenberg in einer Hand vereinigt.
Mit dem Reichsdeputationshauptschluss (1803) fallen die Bassenheimer Ämter Reifenberg und Kransberg an Nassau-Usingen und in der Folge an das Herzogtum Nassau (1806). Mit der Ämterreform in Nassau am 16. Juli 1810 wurde das Amt Wehrheim mit dem Amt Kransberg (ohne Reifenberg, das dem Amt Usingen zugeordnet wurde) in ein neues Amt Cleeberg zusammengefasst. Im März 1814 ging dieses Amt dann im Amt Usingen auf.

## Herzoglich nassauisch Gräflich Waldbott-Bassenheimsches Amt
Während das Amt Kransberg mit der Eingliederung in das Amt Usingen aufgehört hatte, zu bestehen, bestanden auch nach der Mediatisierung teilweise Standesvorrechte der Grafen von Waldbott-Bassenheim fort. Zusätzlich waren die Grafen die größten Grundbesitzer im ehemaligen Amt Kransberg. Organisatorisch wurden diese Rechte im Herzoglich nassauisch Gräflich Waldbott-Bassenheimschen Amt verwaltet. Räumlich umfasste dieses Amt die ehemaligen Herrschaften Reifenberg und Kransberg, also Cransberg, Pfaffenwiesbach, Wernborn, Reifenberg, Seelenberg, Schmitten und Arnoldshain.
Die Regelungen in Bezug auf die Waldbott-Bassenheim verbleibenden Rechte waren in einem herzoglich-nassauischen Organisationsedikt vom 11./19. Juni 1807 geregelt. Waldbott-Bassenheim behielt das Kirchenpatronat der katholischen Kirchen (eingeschränkt durch eine Präsentationspflicht beim Herzog). Auch die Schullehrer wurden auf gleiche Weise durch den Grafen nach Präsentation ernannt.
Der Graf behielt das Recht der niederen und mittleren Gerichtsbarkeit einschließlich der Forstgerichtsbarkeit. Weiterhin blieben die gräflichen Rechte aus Zehnten und vergleichbaren Abgaben bestehen. Darüber hinaus war der Graf größter Grundeigentümer im Amt.
Im Bemühen um eine weitere Vereinheitlichung im Herzogtum Nassau legte die nassauische Regierung dem Grafen mit Schreiben vom 11. September 1823 ein Angebot vor, dass dieser mit Schreiben vom 2. Juli 1824 annahm. Hierdurch gingen alle Rechte in der Rechtsprechung an die herzoglichen Gerichte über. Die Gerichte sollten aber weiter im Namen des Herzoglich nassauisch Gräflich Waldbott-Bassenheimschen Amtes Recht sprechen. Der Graf behielt das Patronatsrecht, die Jagdberechtigung und die Zehnten und anderen Reallasten. Im Gegenzug für seinen Verzicht erhielt der Graf eine jährliche Entschädigungsrente.
Während der Märzrevolution 1848 wurden die Standesvorrechte aufgehoben und Graf Hugo Waldbott von Bassenheim verblieben nur noch die zivilrechtlichen Einkünfte aus seinem Grundbesitz. Das Waldbott-Bassenheimschen Amt endete damit. In der Reaktionsära wurden diese Änderungen jedoch wieder rückgängig gemacht.
Mit Verträgen vom 23. Oktober 1852 und 1. Februar 1853 verkaufte Graf von Bassenheim die Herrschaften Kransberg und Reifenberg an den Gutsbesitzer J.F. Umber. Mit diesem Verkauf gingen nach Auffassung der nassauischen Regierung die standesrechtlichen Vorrechte endgültig unter. In den Folgejahren erwarb der nassauische Domänenfiskus die ehemals Waldbott-Bassenheimer Besitzungen.

## Amtleute
- 1554 Johann von Hattstein (Königsteiner Amtmann)
- 1692–1697: J. B. Stahl (Bassenheimer Amtsvorsteher)